# Хараиб
Хараиб (араб. الخرايب‎) — исторический город в округе Сайда в провинции Южный Ливан. Город находится на средней высоте 190 м (620 футов) над уровнем моря. У Хараиба богатое историческое наследие: археологические раскопки раскрывают сложную историю поселения, охватывающую период от доисторических времен до османского периода. Происхождение Хараиба можно проследить до персидского периода (539—330 гг. до н. э.), когда он играл ключевую роль в сельскохозяйственном и экономическом ландшафте региона, кульминацией чего стало строительство финикийского храма около VI в. до н. э.

## История
Археологические раскопки в Хараибе и его окрестностях выявили сложный ландшафт поселений, охватывающий различные хронологические периоды: от доисторического периода до эпохи Османской империи (1516—1918 гг.). Район был заселён со времен среднего палеолита, о чём свидетельствуют многочисленные кремневые орудия. Самые ранние признаки использования земли в сельском хозяйстве были обнаружены в местности Джемджима, там нашли стелу, относящуюся к позднему железному веку. В ходе раскопок также было обнаружено сельское поселение со сложной системой цистерн, датируемой железным веком, и остатки терракотовых сосудов, датируемых вторым тысячелетием до нашей эры.
В персидский период (539—330 гг. до н. э.) Финикия процветала экономически, росло население прибрежных городов, что требовало соответствующей оптимизации ресурсов. Персидская политика, направленная на развитие интенсивного сельского хозяйства на орошаемых землях, способствовала этому развитию. Существование Сура обеспечивалось за счёт создания сельскохозяйственных центров, простиравшихся от побережья до южной Палестины. Эти сельские районы, особенно расположенные вблизи рек, играли важную роль в экономике Сура и и в них появился ряд плановых поселений. Именно в рамках этого территориального организационного контекста произошло расширение Хараиба, и около VI века до н. э. началось строительство его финикийского храма.

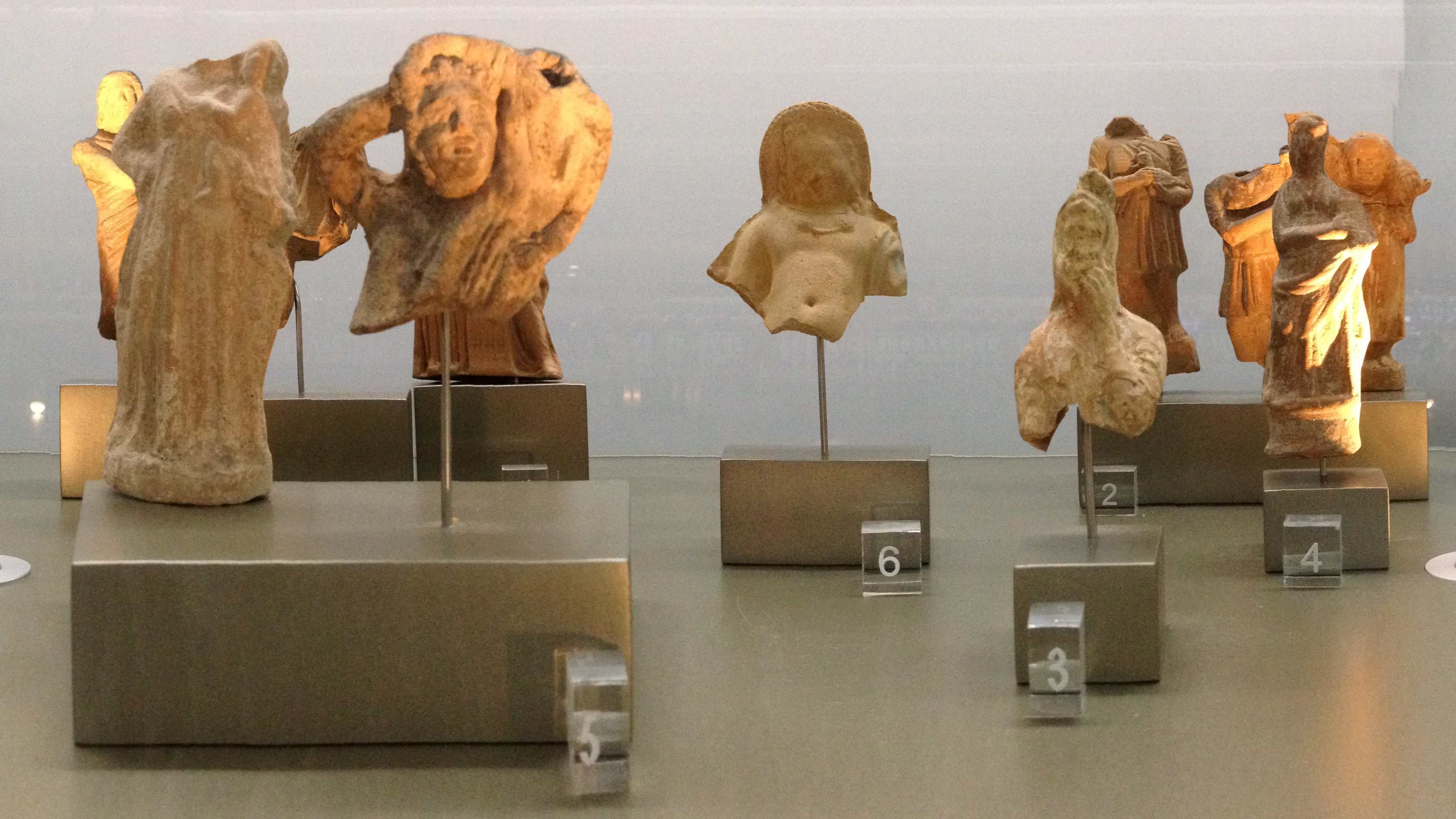
Статуэтки эллинистического периода (330-31 гг. до н. э.) из Хараиба и Сура, демонстрирующие греческое влияние, в витрине международного аэропорта имени Рафика Харири в Бейруте

Современный Хараиб возник в середине XIX века, когда он и его окрестности принадлежали Насифу Аль-Асааду, жителю Зрарии. По причинам, которые могли быть экономическими или связанными с феодальной системой того времени, право собственности на Хараиб перешло к влиятельной семье Каддура из Сайды. Согласно местным источникам, встреча между семьями Аль-Асаад и Каддура состоялась в 1885 году в районе, известном сегодня как Дахр Аль-Авамид (Выход колонн). После смерти главы семьи («Каддуры Аги») владение перешло к трем его сыновьям: Рафату, Бахджату и Мухтараму. В 1925 году, во время французского мандата в Ливане, семья Каддура начала продавать земельные участки жителям деревни. Состоятельные семьи покупали земли сами, в то время как менее обеспеченные семьи объединяли ресурсы для покупки земельных участков.

## География
Хараиб находится в округе Сайда Южной провинции, к северу от реки Эль-Литани. Он занимает площадь 6,44 кв. км² и находится на средней высоте 190 м (620 футов) над уровнем моря. На севере он граничит с городами Адлун и Кутариет-эль-Риз. На востоке он граничит с городами Арзаи и Зрарие, южную границу образует река Леонтес, а западную — Средиземное море.
В июле 2024 года город был среди целей бомбардировки ВВС Израиля.

## Демография
В 2006 году численность населения составляла около 9000 человек, большинство населения — шииты. Проживающие семьи: Аккуш, Дихини, Дарр, Хаммуд, Фаркух, Хайек, Хаммада, Зейн, Билал, Эззеддин, Халил, Таббал, Хамдан, Шуман, Шаркауи, Сбейти, Халифа, Марва, Куджук, Гази, Сагир, Сааб, Шур, Храйби, Арраджа, Вехби, Хиджази, Халили, Джеззини,, Салех, Рахаль, Исмаил, Аль-Хадж, Хайдар, Хани, Ахдар, Раад, Муса, Аль-Фарис, Хамдун, Джавад, Хурани, Насралла, Гуль, Ар-Райес, Аль-Хадж Мохаммад, Аль-Али, Ахмед, Хусейн, Кассира, Кассем, Насер.

## Культурные достопримечательности
Город славится своим финикийским храмом и собранием тысяч вотивных терракотовых статуэток, которые помогли пролить свет на культурные и религиозные практики местного финикийского сельского населения в позднем железном веке, персидском и эллинистическом периодах.